# Uakazuwaka Kazombiaze
Uakazuwaka Kazombiaze (ur. 25 stycznia 1979 r. w Okakararze) – namibijski rugbysta pochodzący z ludu Hererów. Obecnie występuje na pozycji wspieracza młyna w namibijskim klubie Reho Falcons, a także w reprezentacji Namibii w rozgrywkach międzynarodowych oraz trzeciej klasie rozgrywkowej RPA.

## Kariera klubowa
Kazombiaze od 2004 roku występował w namibijskiej drużynie Western Suburbs, jednak po Pucharze Świata w 2007 roku Wakka był łączony z przenosinami do Rumunii lub Anglii. Pod koniec 2007 roku zawodnik, który został wybrany garczem roku w klubie, a także był nominowany do nagrody Sportowca Roku w Namibii, podpisał półroczny kontrakt z angielskim trzecioligowcem Birmingham & Solihull R.F.C. Później grał w hiszpańskim klubie CR La Vila, po czym powrócił do Namibii, gdzie został zawodnikiem Reho Falcons.

## Kariera reprezentacyjna
W reprezentacji Namibii Kazombiaze zadebiutował 28 października 2006 roku w meczu z Marokiem. Rok później wystąpił podczas Pucharu Świata we Francji. Został wówczas pierwszym czarnoskórym zawodnikiem, który w namibijskiej kadrze rozegrał wszystkie cztery spotkania podczas imprezy tej rangi. Cztery lata później Wakka ponownie znalazł się w 30-osobowej kadrze swojego kraju na Puchar Świata 2011.
Po tym jak reprezentacja Namibii pod nazwą Namibia Welwitschias ponownie dołączyła do rozgrywek Vodafone Cup, Kazombiaze bierze również udział w tych rozgrywkach.